# Mellan-Billingen
Mellan-Billingen är en sjö i Söderhamns kommun i Hälsingland och ingår i Ljusnan-Skärjåns kustområde. Sjön har en area på 0,0913 kvadratkilometer och ligger 54 meter över havet. Sjön avvattnas av vattendraget Kvarnån.

## Delavrinningsområde
Mellan-Billingen ingår i det delavrinningsområde (678558-156056) som SMHI kallar för Utloppet av Mellan-Billingen. Medelhöjden är 63 meter över havet och ytan är 0,6 kvadratkilometer. Räknas de 4 avrinningsområdena uppströms in blir den ackumulerade arean 12,66 kvadratkilometer. Avrinningsområdets utflöde Kvarnån mynnar i havet. Avrinningsområdet består mestadels av skog (58 procent). Avrinningsområdet har 0,09 kvadratkilometer vattenytor vilket ger det en sjöprocent på 15,5 procent.